# 5 Years in a Livetime
5 Years in a LIVEtime – drugie oficjalne wideo progresywnometalowego zespołu Dream Theater, wydane w 1998 roku.

## Lista utworów
1. "Burning My Soul"
2. "Cover My Eyes"
3. "Lie" (wideoklip)
4. "6:00"
5. "Voices"
6. "The Silent Man" (wideoklip)
7. "Damage, Inc."
8. "Easter"
9. "Starship Trooper"
10. "Hollow Years" (wideoklip)
11. "Puppies on Acid"
12. "Just Let Me Breathe"
13. "Perfect Strangers"
14. "Speak to Me"
15. "Lifting Shadows Off A Dream"
16. "Anna Lee"
17. "To Live Forever"
18. "Metropolis"
19. "Peruvian Skies"
20. "Learning to Live"
21. "A Change of Seasons"